# Gioco di bimba/Figure di cartone
Gioco di bimba è uno dei singoli di maggior successo del complesso musicale Le Orme; si tratta del brano guida dell'LP Uomo di pezza (1972) e si piazza tra il quinto ed il quarto posto nelle classifiche di vendita.

Con la canzone, le Orme partecipano alla trasmissione televisiva Play Back.
- Gioco di bimba è caratterizzata da una semplice e sbarazzina melodia in la maggiore che si ripete nel tempo altalenante di 3/4. A dispetto del carattere del ritmo dondolante e leggero, il testo narra la drammatica storia di una giovane, che accede bruscamente all'età adulta lasciandosi alle spalle l'infanzia: è quest'ultimo il motivo dominante del pezzo, sottolineato dal ritmo dondolante dell'altalena: dondola, dondola, il vento la spinge. Spesso si interpreta la canzone parlando di stupro, benché Aldo Tagliapietra non abbia confermato questa chiave di lettura.[4]. La canzone fu ripresa, decenni dopo l'uscita, dai Pooh per l'album Beat ReGeneration, da Tony Pagliuca per una versione pianistica nel suo album da solista Après midi.
- Figure di cartone racconta la storia di una donna che, immersa in un'atmosfera ovattata e giocosa, passa i suoi anni e perde la sua giovinezza in un manicomio; al centro del brano, si distingue una sezione strumentale dominata dal nuovo sintetizzatore di Pagliuca.

Testo e musica sono di Antonio Pagliuca e Aldo Tagliapietra.

## Formazione
- Aldo Tagliapietra - voce, basso, chitarra, mandolino
- Tony Pagliuca - tastiere
- Michi Dei Rossi - batteria, percussioni